# Барранко-де-Лоба
Барранко-де-Лоба (исп. Barranco de Loba) — город и муниципалитет на севере Колумбии, на территории департамента Боливар.

## История
Поселение, из которого позднее вырос город, было основано в 1800 году. Название происходит от имени основателя Рудесиндо Барранко (Rudesindo Barranco). Муниципалитет Барранко-де-Лоба был выделен в отдельную административную единицу в 1931 году.

## Географическое положение

Муниципалитет Барранко-де-Лоба

Город расположен на востоке центральной части департамента, на левом берегу рукава Лоба реки Магдалена, на расстоянии приблизительно 217 километров к юго-востоку от города Картахена, административного центра департамента. Абсолютная высота — 20 метров над уровнем моря.

Муниципалитет Барранко-де-Лоба граничит на севере с территорией муниципалитетов Маргарита и Атильо-де-Лоба, на востоке и юго-востоке — с муниципалитетом Сан-Мартин-де-Лоба, на юге — с муниципалитетом Тикисио, на юго-западе — с муниципалитетом Альтос-дель-Росарио, на северо-западе — с муниципалитетом Пинильос. Площадь муниципалитета составляет 360 км².

## Население
По данным Национального административного департамента статистики Колумбии, совокупная численность населения города и муниципалитета в 2015 году составляла 17 786 человек.
Динамика численности населения муниципалитета по годам:
| 2005   | 2006   | 2007   | 2008   | 2009   | 2010   | 2011   | 2012   | 2013   | 2014   | 2015   |
| ------ | ------ | ------ | ------ | ------ | ------ | ------ | ------ | ------ | ------ | ------ |
| 15 148 | 15 386 | 15 607 | 15 835 | 16 071 | 16 327 | 16 595 | 16 873 | 17 171 | 17 461 | 17 768 |

Согласно данным переписи 2005 года мужчины составляли 54,1 % от населения Барранко-де-Лобы, женщины — соответственно 45,9 %. В расовом отношении белые и метисы составляли 97,2 % от населения города; негры, мулаты и райсальцы — 2,8 %.
Уровень грамотности среди всего населения составлял 76,3 %.

## Экономика
Основу экономики Барранко-де-Лобы составляют рыболовство и сельское хозяйство.

82,4 % от общего числа городских и муниципальных предприятий составляют предприятия торговой сферы, 10,7 % — предприятия сферы обслуживания, 5,3 % — промышленные предприятия, 1,6 % — предприятия иных отраслей экономики.